# 刘子玉 (1927年)
刘子玉（1927年2月—1990年），男，湖北大冶人，中国电绝缘与电缆技术专家、电工教育家，曾任西安交通大学教授、博士生导师。